# Open di Francia 2019 - Doppio leggende under 45
Àlex Corretja e Juan Carlos Ferrero erano i campioni in carica, ma Corretja non ha preso parte al torneo, mentre Ferrero ha fatto coppia con Andrij Medvedjev.
Sébastien Grosjean e Michaël Llodra hanno conquistato il titolo battendo in finale Juan Carlos Ferrero e Andrij Medvedjev con il punteggio di 7–6(4), 7-5.

## Tabellone

### Legenda
| - Q = Qualificato - WC = Wild card - LL = Lucky loser | - ALT = Alternate - SE = Special Exempt - PR = Protected Ranking | - w/o = Walkover - r = Ritirato - d = Squalificato |

### Finale
|  | Finale |                                      |                                      |    |   |  |
|  |        |                                      |                                      |    |   |  |
|  | A3     | Juan Carlos Ferrero Andrij Medvedjev | Juan Carlos Ferrero Andrij Medvedjev | 64 | 5 |  |
|  | B1     | Sébastien Grosjean Michaël Llodra    | Sébastien Grosjean Michaël Llodra    | 7  | 7 |  |

### Gruppo A
|    |                                      | J Blake M Philippoussis | A Clément N Escudé | JC Ferrero A Medvedjev | RR V-P | Set V-P | Game V-P | Pos. |
| A1 | James Blake Mark Philippoussis       |                         | 6−3, 7−5           | 2–6, 5–7               | 1−1    | 2−2     | 20−21    | 2    |
| A2 | Arnaud Clément Nicolas Escudé        | 3−6, 5−7                |                    | 3–6, 3–6               | 0−2    | 0−4     | 14−25    | 3    |
| A3 | Juan Carlos Ferrero Andrij Medvedjev | 6–2, 7–5                | 6–3, 6–3           |                        | 2−0    | 4−0     | 25−13    | 1    |

La classifica viene stilata in base ai seguenti criteri: 1) Numero di vittorie; 2) Numero di partite giocate; 3) Scontri diretti (in caso di due giocatori pari merito); 4) Percentuale di set vinti o di games vinti (in caso di tre giocatori pari merito); 5) Decisione della commissione.

### Gruppo B
|    |                                   | S Grosjean M Llodra | Y Kafelnikov M Safin | T Haas P-H Mathieu | RR V-P | Set V-P | Game V-P | Pos. |
| B1 | Sébastien Grosjean Michaël Llodra |                     | 6–3, 5–7, [6–10]     | 6-4, 7-5           | 1–1    | 3–2     | 24–20    | 1    |
| B2 | Yevgeny Kafelnikov Marat Safin    | 3–6, 7–5, [10–6]    |                      | 5–7, 3–6           | 1–1    | 2–3     | 19–24    | 3    |
| B3 | Tommy Haas Paul-Henri Mathieu     | 4-6, 5-7            | 7–5, 6–3             |                    | 1–1    | 2–2     | 22–21    | 2    |

La classifica viene stilata in base ai seguenti criteri: 1) Numero di vittorie; 2) Numero di partite giocate; 3) Scontri diretti (in caso di due giocatori pari merito); 4) Percentuale di set vinti o di games vinti (in caso di tre giocatori pari merito); 5) Decisione della commissione.